# ۹۳۱ (میلادی)
۹۳۱ (میلادی) نهصد و سی و یکمین سال تقویم میلادی است.

## درگذشتگان
‎